# Islandiana flavoides
Islandiana flavoides is een spinnensoort in de taxonomische indeling van de hangmatspinnen (Linyphiidae).
Het dier behoort tot het geslacht Islandiana. De wetenschappelijke naam van de soort werd voor het eerst geldig gepubliceerd in 1965 door Wilton Ivie.